# Цървулево
Цървулево (на македонска литературна норма: Црвулево) е село в източната част на Северна Македония, община Карбинци.

## География
Селото е разположено в долината на река Брегалница, по северните склонове на планината Плачковица.

## История
В XIX век Цървулево е село в Щипска кааза на Османската империя. Според статистиката на Васил Кънчов („Македония. Етнография и статистика“) от 1900 г. селото брои 185 жители, всички турци.
Днешните жители на селото са по-късни заселници настанили се след изселването на турското население.